# درایور دستگاه
درایور دستگاه (به انگلیسی: Device driver) نرم‌افزاری است که اطلاعات خاصی از چگونگی کنترل و کارکرد و مدیریت قطعات سخت‌افزاری رایانه را در اختیار سیستم‌عامل قرار می‌دهد تا بدین‌گونه سیستم‌عامل مدیریت بهینه‌ای بر این سخت‌افزارها داشته باشد. در واقع برنامه‌ای است که به برنامه‌های دیگر اجازهٔ تعامل با سخت‌افزار را می‌دهد. این کار معمولاً به این شکل انجام می‌شود که برنامه‌های دیگر، دستوری در برنامهٔ درایور را فراخوانی می‌کنند و درایور پس از ارتباط با قطعهٔ سخت‌افزاری از طریق رابط‌های الکترونیکی (نظیر درگاه‌های برد مادر) نتیجه‌ای را به نرم‌افزار اولیه برمی‌گرداند.
بسیاری از قطعات رایانه نظیر چاپگر، پویشگر، دانگل ها و غیره برای شروع استفاده نیاز به نصب درایور دارند. در برخی موارد لازم است که کاربر پس از نصب درایور، پیکربندی مناسب را نیز اعمال نماید. بیشتر مواقع دستگاه های ورودی و خروجی یک لوح فشرده برای درایور خودشان دارند.
معمولاً یک راه انداز شامل چندین فایل است که در قالب یک مجموعه فشرده منتشر می‌شوند. در قلب یک راه انداز، پرونده‌های متنی با فرمت inf وجود دارند که اطلاعات ضروری برای راه اندازی قطعه سخت افزاری را نگهداری می‌کنند. این اطلاعات شامل نام قطعه و شرکت سازنده، نسخه و تاریخ انتشار راه انداز، معرفی فایل‌هایی که سیستم عامل برای استفاده از قطعه به آن‌ها نیاز دارد و... می‌شود.